# Aloe vera
Aloe vera (L.) Burm.f. è una pianta succulenta della famiglia delle Asphodelaceae, che predilige i climi caldi e secchi. È una pianta perenne a portamento arbustivo, alta sino a un metro.

## Descrizione

### Foglie
Sono disposte a ciuffo, semplici, lunghe 40–60 cm, lungamente lanceolate, con apice acuto, presentano cuticole molto spesse e sono carnose a causa degli abbondanti parenchimi acquiferi presenti al loro interno. Presentano spine solo lungo i lati.

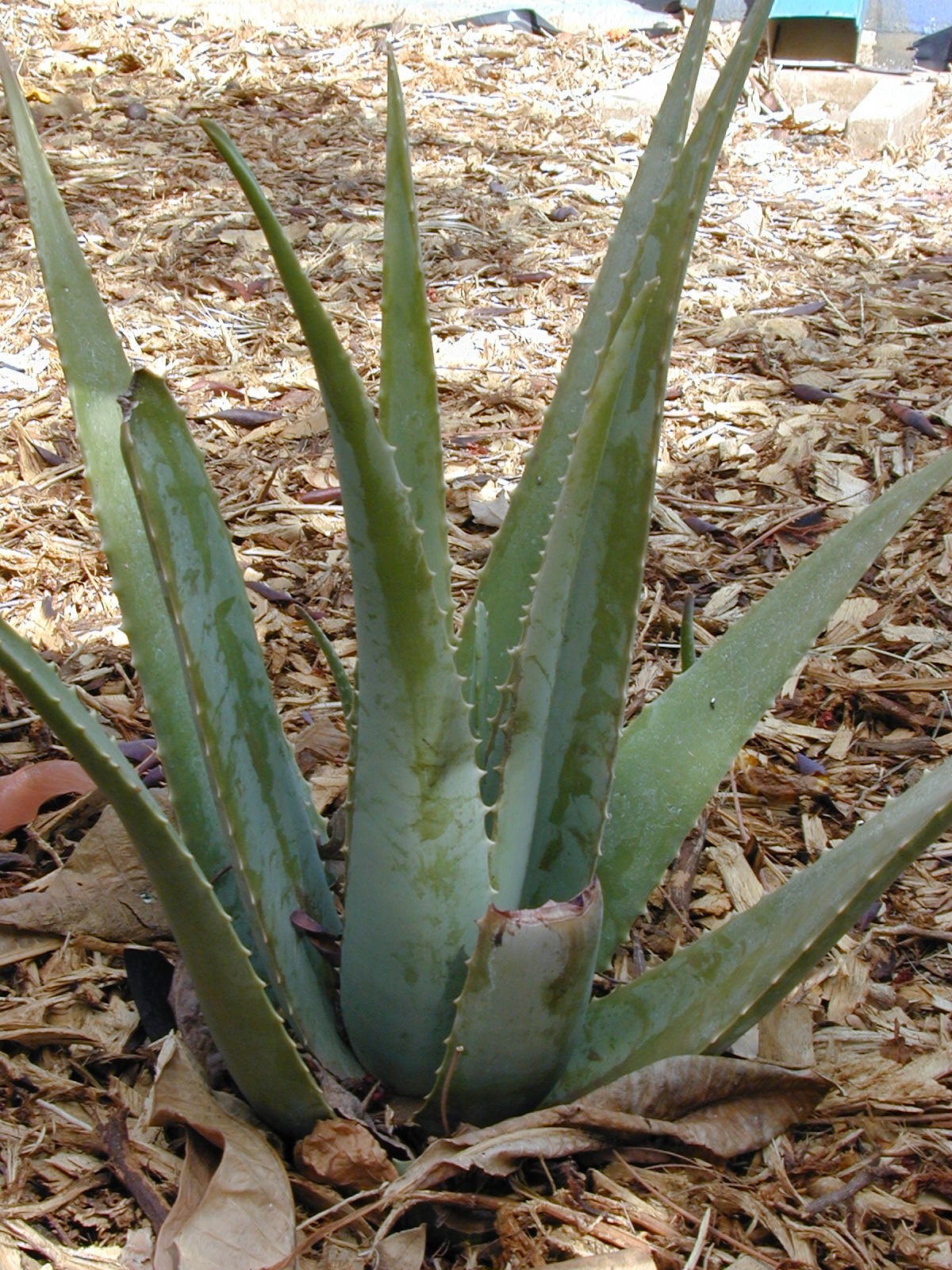
Habitus
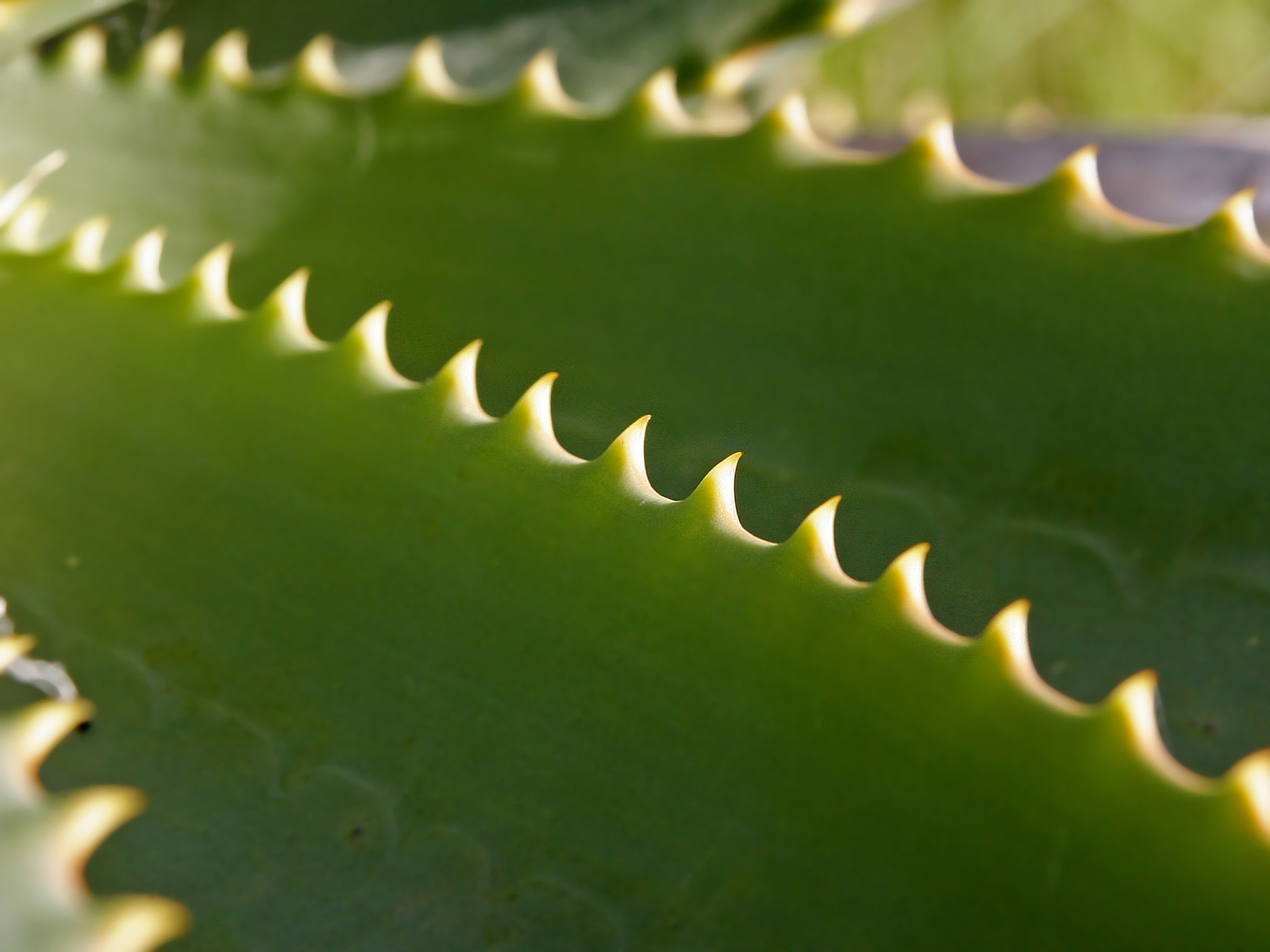
Particolare della foglia
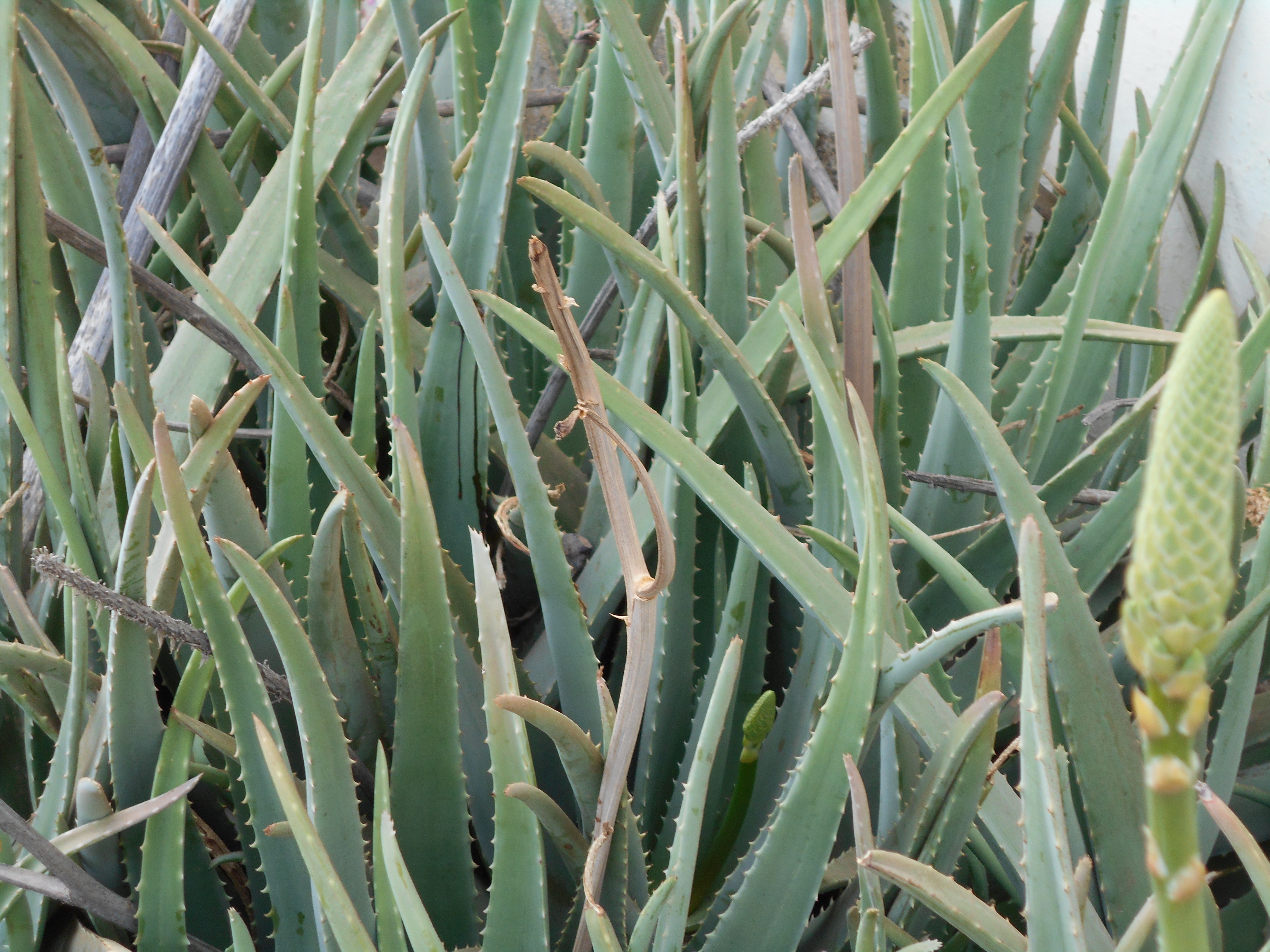
Piante di aloe

### Fiori
Scapo fiorifero che si innalza dal centro delle foglie, costituito da un'infiorescenza a racemo con asse ingrossato. Sono di colore dal giallo al rosso.

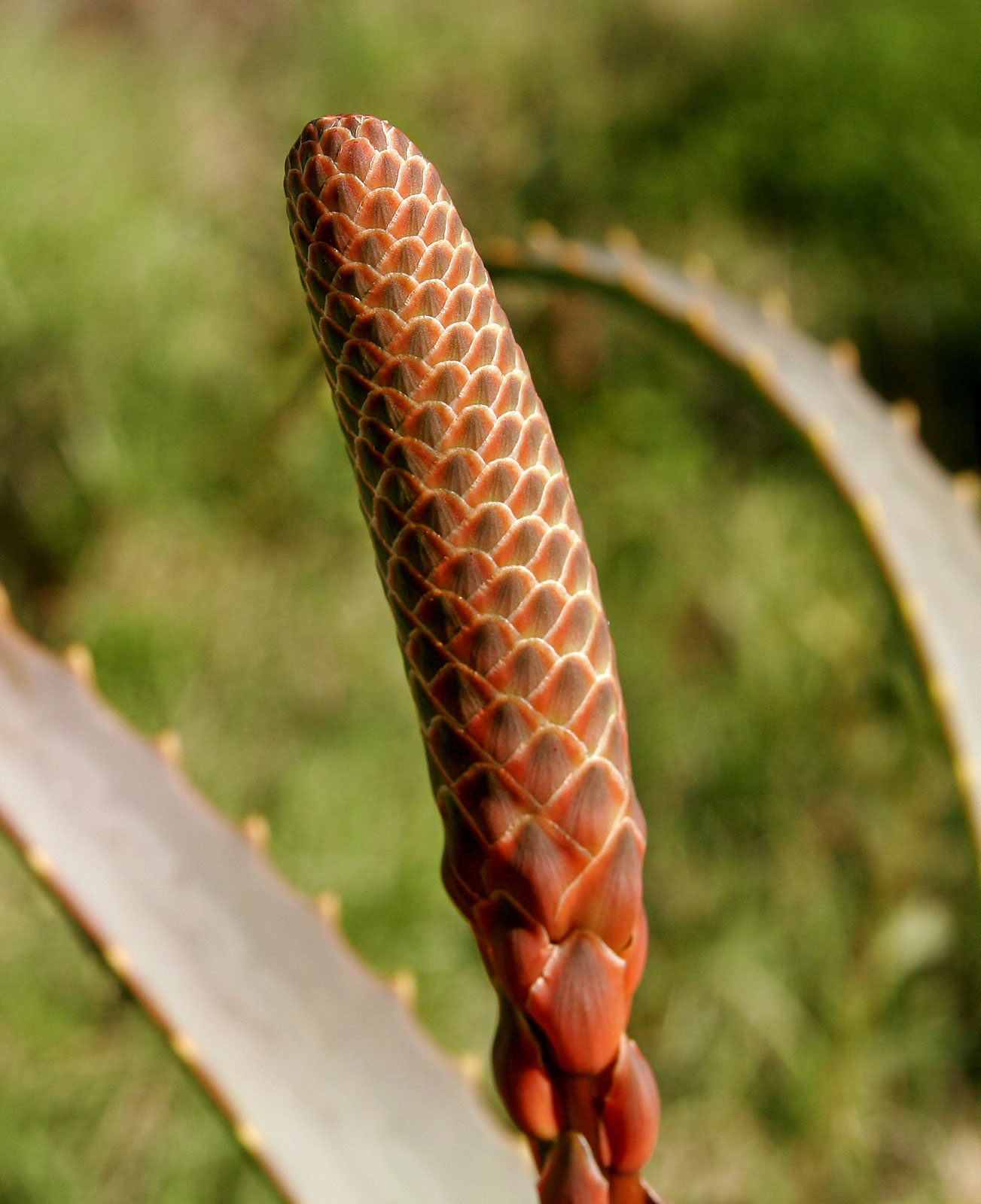
Infiorescenza
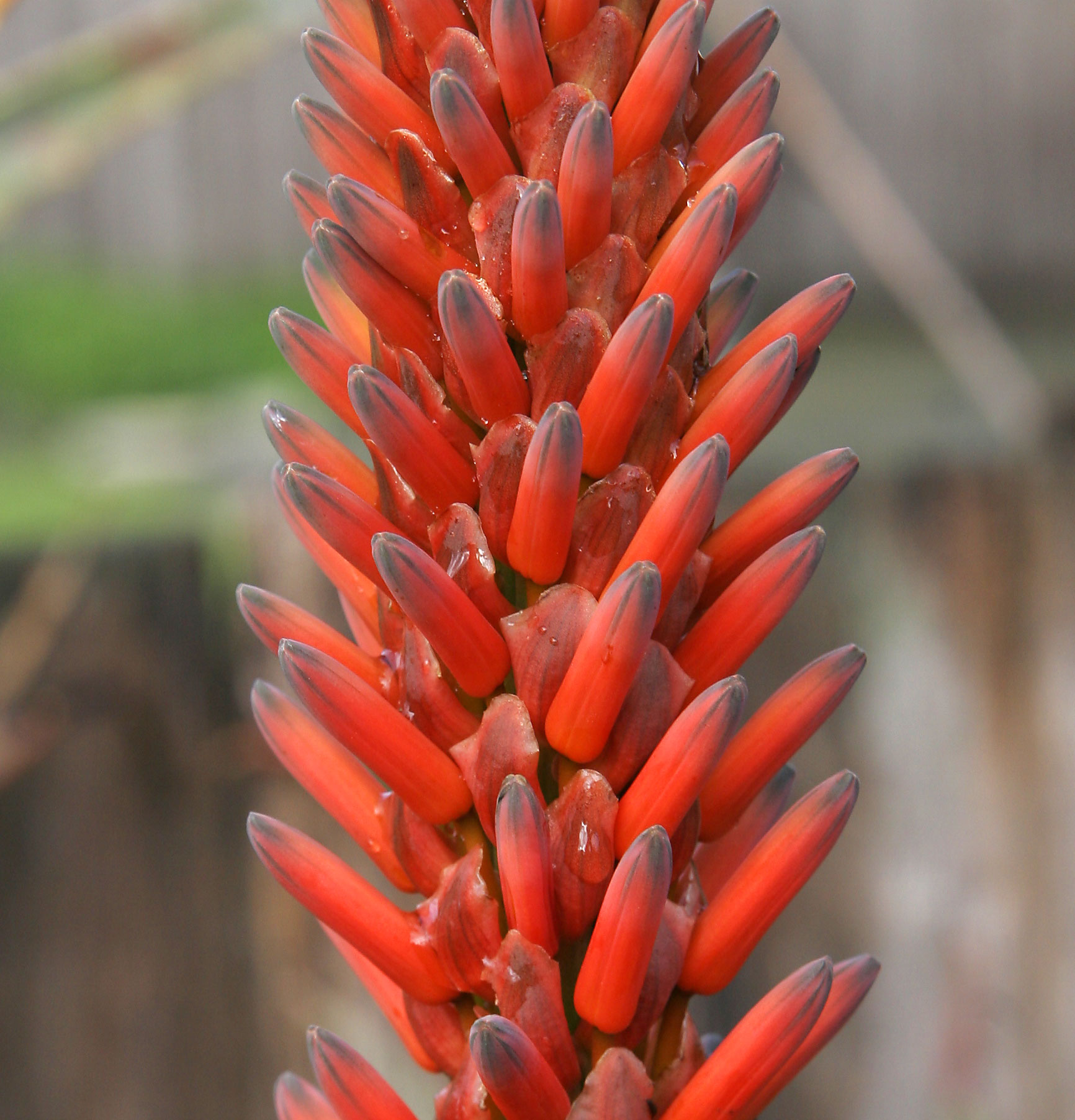
Primo piano dell'infiorescenza
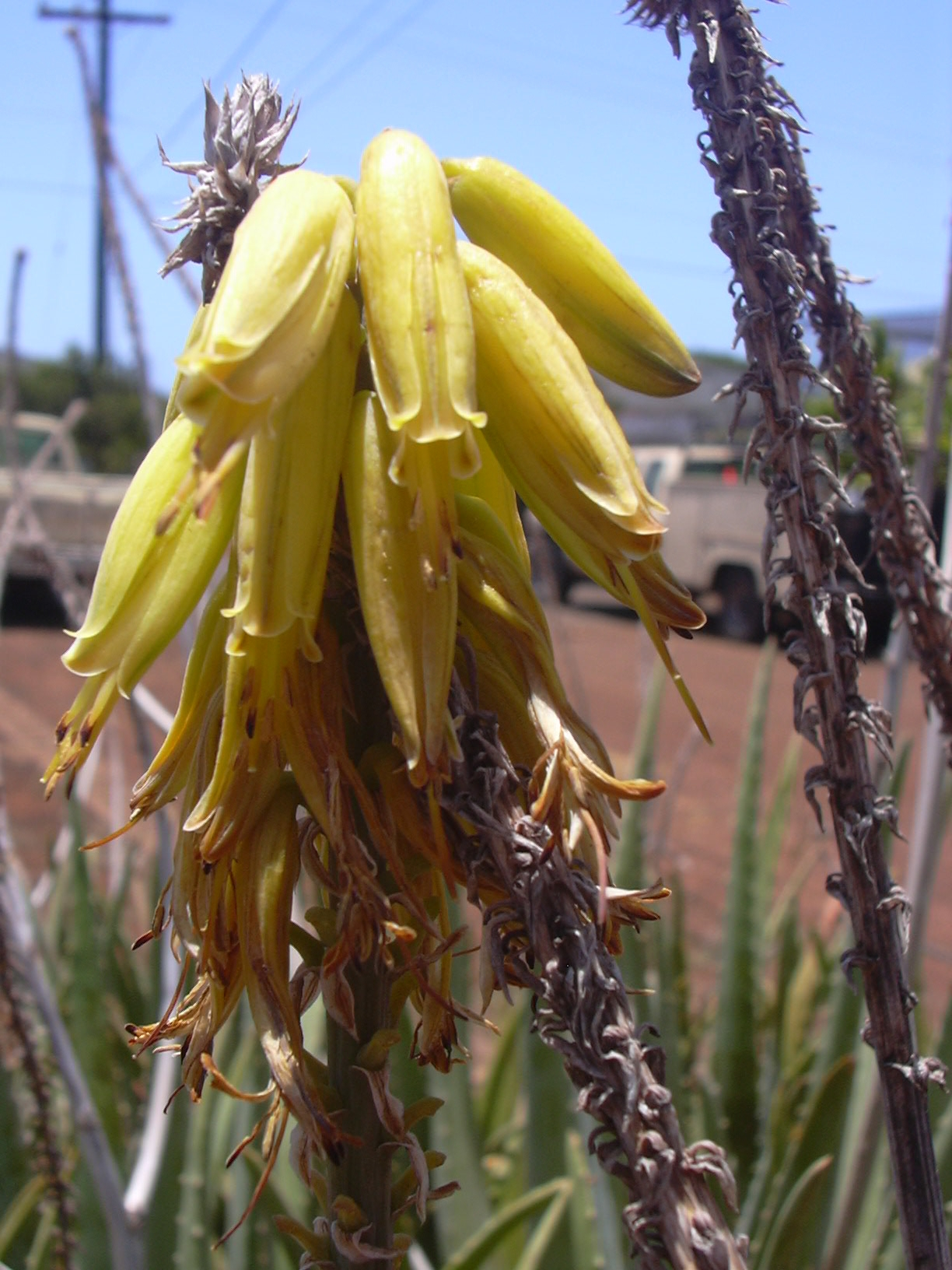
Fioritura

È una pianta autosterile, si riproduce perciò solo con l'impollinazione incrociata, in quanto i fiori maschili e quelli femminili della stessa pianta non si incrociano tra loro. I fiori di aloe aperti sono sempre rivolti verso il basso, e le gemme si aprono man mano che i fiori cadono. La fioritura è a febbraio-marzo nei tropici.

### Frutti, Distribuzione e habitat
I frutti sono costituiti da una capsula loculicida.  La specie è nativa della penisola arabica.

## Tassonomia

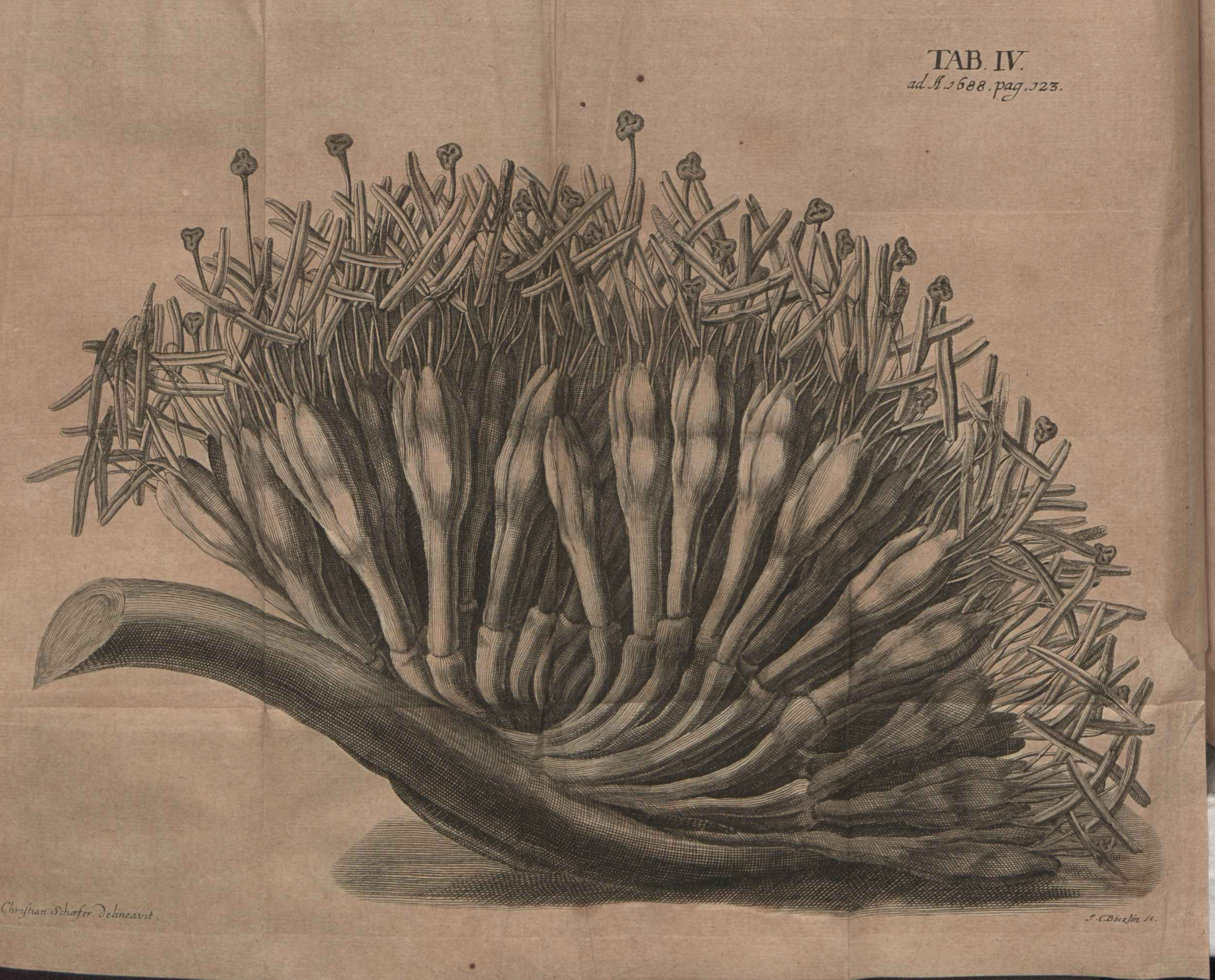
Illustrazione relativa a studio sull'aloe pubblicato sugli Acta Eruditorum del 1688

Il nome Aloe vera è stato usato per la prima volta da Linneo, come Aloe perfoliata var. vera (1753), tuttavia la descrizione di Linneo dell'Aloe vera come specie a sé stante è successiva alla descrizione di Miller dell'Aloe barbadensis (1768), pur trattandosi sicuramente di esemplari della stessa specie. Inoltre il nome barbadensis venne attribuito da Miller a esemplari raccolti sull'isola di Barbados, nelle Piccole Antille, sicuramente discendenti da qualche pianta di Aloe lasciata sull'isola dai navigatori portoghesi o spagnoli oltre due secoli prima. Per questo motivo, in base alle regole sull'attribuzione dei nomi, deve essere usato il nome Aloe vera Miller (non: Linneo).
Precedentemente alla classificazione binomia introdotta da Linneo, la specie era chiamata Aloe vera vulgo o Aloe vera Vulgaris sive sempervivum marinum, e successivamente Aloe foliis spinosis confertis dentatis, vaginantibus planis maculatis. Questo indica che il nome vera stia a spiegare che la pianta è stata considerata dal "volgo" la vera Aloe.

## Coltivazione e Moltiplicazione
Nel mondo, l'aloe è coltivata principalmente in Africa, Australia, America settentrionale, America centrale, America meridionale, Russia, Giappone. Vi è una grande produzione in Repubblica Dominicana e Messico. In Europa e Medio Oriente l'aloe vera viene coltivata in Spagna, Italia, Grecia e Israele.
La moltiplicazione dell'aloe avviene per seme o per divisione dei polloni che si formano alla base della pianta.

## Usi
L'uso dell'aloe è molto antico, come testimoniato dal testo cuneiforme di alcune tavolette d'argilla ritrovate sul finire dell'Ottocento da un gruppo di archeologi nella città mesopotamica di Nippur, nei pressi di Baghdad, Iraq, e databili attorno al 2000 a.C. Nel testo si legge: «... le foglie assomigliavano a foderi di coltelli». L'aloe era nota e utilizzata anche presso gli Egizi (es. citata nel "papiro Ebers" del 1550 a.C.) per i preparati per l'imbalsamazione (da qui "pianta dell'immortalità") o per la cura e l'igiene del corpo o come cicatrizzante, nonché citata svariate volte nella Bibbia (es. Giovanni 19:39: «... e portò una mistura di mirra e di aloe di circa cento libbre») quale pianta aromatica o per la preparazione degli unguenti prima della sepoltura.
Lo studio sistematico di questa pianta ebbe inizio solo nel 1959 grazie al farmacista texano Bill Coats, che mise a punto un processo per stabilizzare la polpa aprendo la strada alla commercializzazione dell'aloe senza più problemi di ossidazione e fermentazione. Parallelamente, il governo americano dichiarò ufficialmente le proprietà curative di questa pianta per il trattamento delle ustioni. Da allora gli studi sull'aloe sono molto attivi in tutto il mondo.
Da un punto di vista chimico si possono distinguere tre grandi classi di componenti nell'aloe: gli zuccheri complessi, in particolare glucomannani tra cui spicca l'acemannano, nel gel trasparente interno con proprietà immuno-stimolanti; gli antrachinoni nella parte verde coriacea della foglia ad azione fortemente lassativa e poi svariate altre sostanze come sali minerali, vitamine, aminoacidi, acidi organici, fosfolipidi, enzimi, lignine e saponine.

### Presunte proprietà medicinali

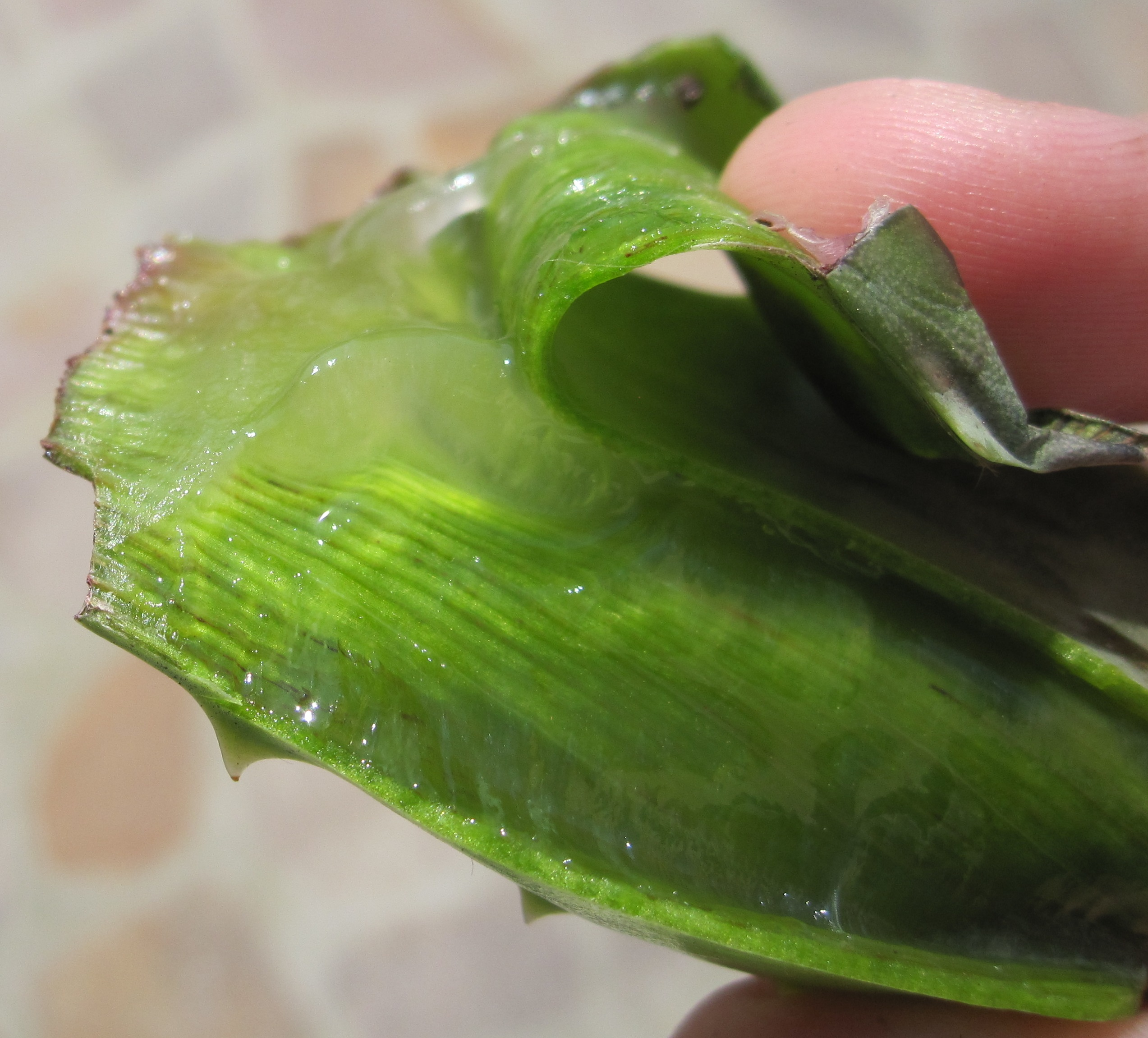
Il gel di Aloe vera è utilizzato per succhi di frutta o prodotti cosmetici

Estratti e preparati a base di aloe vera sono stati finora proposti per le supposte proprietà:
- Rigeneranti: stimola la crescita dell'epitelio sulle ferite;
- Proteolitiche e cicatrizzanti: dissolve e assorbe enzimaticamente le cellule morte o danneggiate;
- Antinfiammatorie: accompagna e aiuta a superare il processo infiammatorio;
- Umettanti: è idratante e favorisce l'idratazione dei tessuti della pelle;
- Analgesiche: dà sollievo al dolore;
- Fungicide: ostacola la crescita dei funghi;
- Virostatiche: ostacola la crescita dei virus;
- Antibiotiche: ostacola la crescita dei batteri;
- Emostatica: riduce la fuoriuscita di sangue nelle lesioni;
- Lenitive: dà sollievo nel prurito;
- Disintossicanti: aiuta la disintossicazione del corpo dalle tossine.

Tuttavia gli studi scientifici finora effettuati per confermare tali proprietà sono stati su piccola scala, incompleti e alcuni contraddittori.

#### Controindicazioni
La parte periferica della foglia contiene l'aloina, una droga antrachinonica con effetto lassativo e irritativo del colon, se assunta singolarmente e in grandi dosaggi.
Nel 2021 l'EFSA ha introdotto delle misure sugli integratori che contengono l'aloe vera per la sua capacità di indurre mutagenesi nel DNA umano.